# Велибор Васовић
Велибор Васовић (Пожаревац, 3. октобар 1939 — Београд, 4. март 2002) био је фудбалер Партизана, Црвене звезде, Ајакса и југословенски фудбалски репрезентативац и тренер.

## Детињство и рана младост
Велибор Васовић је рођен 3. октобра 1939. у Пожаревцу, као девето дете Живојина, пореског службеника, и Јелене Васовић (рођене Лаушевић), домаћице. Имао је четири старија брата и три старије сестре, док је једна сестра умрла пре његовог рођења. Након Априлског рата и окупације Краљевине Југославије, отац Живојин бива одведен у немачко заробљеништво у којем проводи четири године, док су најстарија браћа и сестре Васовић приступили партизанима.
Након што је у Пожаревцу завршио основну школу, породица Васовић се преселила у Београд, а отац Живојин умире 1953. године, те о породици бригу преузима Васовићев ујак Давид Лаушевић, високопозициониран у  Управи државне безбедности (УДБ). Васовић је матурирао као ученик Прве београдске гимназије, да би касније дипломирао на Правном факултету Универзитета у Београду.

## Спортска биографија

### Партизан и Црвена звезда
Васовић је своју фудбалску каријеру почео на терену ФК Нови Београд, да би га 1955. године Флоријан Матекало као петнаестогодишњака довео у београдски фудбалски клуб Партизан. Веома брзо се усталио у прву једанаесторку и одиграо је укупно више од 300 утакмица у црно-белом дресу. Са Партизаном је освојио четири шампионске титуле 1960/61, 1961/62, 1962/63 и 1964/65.
У сезони 1963/64 прелази у Црвену звезду и својим преласком подиже велику медијску пажњу. Пре тога се никад није догодило да неки фудбалер из било ког од ова два ривалска клуба пређе у супротан табор. Те године са Звездом осваја опет шампионску титулу Југославије, што му је четврта заредом. Одиграо је свега 13 утакмица. По тадашњим изворима за ту једну сезону проведену у Црвеној звезди добио је пет милиона тадашњих динара, што је била отприлике колико су тада коштала два мерцедеса.
Тада је мени истицао уговор, али је истицао и Јусуфију. И он и ја смо били репрезентативци. У управи Партизана тада је био и мој, већ поменути, ујак, Давид Лаушевић, па су мудраци у клубу мислили да је боље дати велике паре Јусуфију, да он не оде, а да ја по природи ствари морам да ћутим, као ујак ће ме средити. Наравно ја сам отишао одмах код Аце Обрадовића и рекао: "Чика Ацо, ако Звезда има пара, ја бих..." И тако сам дошао у Звезду, плаћен из црног фонда. У Партизану су се пошлогирали. Генерал Илија Радаковић био је тада председник Партизана и одмах је одлучио да ми, такође из црног фонда, да дупло више само да се вратим. Почео је невиђени притисак. Звали су телефоном, писали писма, организовали навијаче... Још чувам писмо у коме ми један официр ЈНА прети убиством на сред стадиона, и то из снајперке, ако се не вратим. И што је најлепше, човек се и потписао пуним именом и презименом, написао и адресу, све.— Велибор Васовић, 1986.
После једне сезоне проведене у Црвеној звезди враћа се у Партизан са којим опет осваја титулу шампиона Југославије 1964/65. Међутим, и његов повратак међу црно-беле су пратиле контроверзе. У ситуацији када је тренирао са играчима Партизана, а плату примао од Звезде, по идеји тадашњег потпредседника Партизана, Чеде Џомбе, Васовић одлази директно код потпредседника СФРЈ, Александра Ранковића. У згради Савезног извршног већа, разговор је трајао 45 минута. Након што је Васовић објаснио целу ситуацију, Ранковић је одговорио са: "Размотрићемо и видећемо". Епилог је договор челника вечитих Илије Радаковића и Аце Обрадовића: Васовић се враћа у Партизан, док у Звезду одлази Звездан Чебинац.
Мој повратак у Партизан изазвао је пуч међу осталим играчима. Осетивши да се клуб може уцењивати за новац, Галић, Јусуфи, Зоран Миладиновић и остали једноставно нису хтели да играју... Тако се догодило да играмо рецимо у Скопљу против Вардара за бодове само Владица Ковачевић и ја, а све остало омладинци.— Велибор Васовић, 1986.

### Куп шампиона са Партизаном
Освајањем титуле шампиона Југославије у сезони 1964/65, Партизан је стекао право да игра у Купу шампиона Европе. Тадашње Партизанове бебе, предвођене тренером Абдулахом Гегићем представљале су озбиљног ривала било ком тадашњем европском клубу.
Партизан је на већини утакмица Купа шампиона играо у следећем саставу:
- (1) Шошкић (голман), (2) Јусуфи, (3) Велибор Васовић (капитен), (4) Рашовић, (5) Михајловић, (6) Ковачевић, (7) Бечејац, (8) Бајић, (9) Хасанагић, (10) Галић, (11) Пирмајер. Тренер је био Абдулах Гегић.

Партизан је у предтакмичењу за противника добио француског првака Нанта. Победом у Београду са 2:0 и нерешеним резултатом у гостима 2:2, прва препрека је била прескочена са укупим скором од 4:2.
Следећи противник је био првак Немачке, Вердер из Бремена. Вердер је елиминисан укупним резултатом 3:1. У Београду 3:0 и у Бремену 0:1.
У четвртфиналу Партизан је за противника добио првака Чехословачке, Спарту из Прага. Прву утакмицу у Прагу Партизан је изгубио са 4:1, док је другу утакмицу у Београду победио са резултатом 5:0 и тиме са укупним скором од 6:4 се квалификовао у полуфинале.
У полуфиналу је на Партизан чекао шампион Енглеске, Манчестер јунајтед. Међутим, Партизанове бебе су и овај пут успешно одрадиле задатак укупним скором од 2:1 (2:0 у Београду и 0:1 у Лондону) пребродиле су и ову препреку и пласирале се у финале.
Финале Купа шампиона се играло у Бриселу, 11. маја 1966. године и противник Партизана је био првак Шпаније, Реал из Мадрида. Играло се на чувеном стадиону „Хејсел“ пред 55.000 гледалаца. Партизан је у свему био равноправан противник Реалу и у 55. минуту је повео поготком Велибора Васовића. На жалост играча Партизана то је било све што су могли да учине. Погоцима Амансија и Серене, Реал је успео да порази Партизан и освоји титулу шампиона континента.
Не, него је Владица Ковачевић играо са упалом плућа и температуром 38,5 и играо је Милан Галић тек доведен из војске, после осам месеци без тренинга! Играли су јер су генерали тако хтели. Мислили су: "Нема проблема, Васке ће уденути гол, онда ће двојици поломити ноге и све ће бити у реду." Е, неће Васке да ломи ноге кад се неком ћефне!— Велибор Васовић на питање да ли је Партизан продао финале мадридском Реалу.
| 11. мај 1966. Финале Купа шампиона |             |             |                                                                                |
| Реал Мадрид                        | 2 : 1       | Партизан    | Град: Брисел Стадион Хејсел Судија: Рудолф Критлен (Немачка) Гледалаца: 55.000 |
| Амансио 70’ · Фернандо Серена 76’  | (Репортажа) | Васовић 55’ | Град: Брисел Стадион Хејсел Судија: Рудолф Критлен (Немачка) Гледалаца: 55.000 |

| · Реал Мадрид | · Партизан |

| ФК Реал Мадрид: |    |                           |
|                 |    |                           |
| ГО              | 1  | Хосе Аракистан            |
| ОД              | 2  | Пачин                     |
| ОД              | 3  | Педро де Фелипе           |
| ОД              | 4  | Игнацио Зоко              |
| ОД              | 5  | Мануел Санчис             |
| СР              | 6  | Пири                      |
| СР              | 7  | Мануел Веласкез           |
| СР              | 8  | Фернандо Серена           |
| НА              | 9  | Амансио Амаро             |
| НА              | 10 | Рамон Гросо               |
| НА              | 11 | Франсиско Генто (капитен) |
| Тренер:         |    |                           |
| Мигел Муњоз     |    |                           |

| ФК Партизан:  |    |                           |
|               |    |                           |
| ГО            | 1  | Милутин Шошкић            |
| ОД            | 2  | Фахрудин Јусуфи           |
| ОД            | 3  | Велибор Васовић (капитен) |
| ОД            | 4  | Бранко Рашовић            |
| ОД            | 5  | Љубомир Михајловић        |
| СР            | 6  | Владица Ковачевић         |
| СР            | 7  | Радослав Бечејац          |
| СР            | 8  | Мане Бајић                |
| НА            | 9  | Мустафа Хасанагић         |
| НА            | 10 | Милан Галић               |
| НА            | 11 | Јосип Пирмајер            |
| Тренер:       |    |                           |
| Абдулах Гегић |    |                           |

### Ајакс
После финалне утакмице у Купу шампиона, већина играча Партизана је нашла ангажмане у иностраним клубовима. Васовић није имао менаџера, па је ишао и нудио се сам. Провео је два месеца у Западној Немачкој, покушавајући да потпише за Минхен 1860 и Борусију из Дортмунда. Када је већ помишљао да се врати у Београд и настави каријеру у Партизану, заинтересовао се Ајакс из Амстердама. Васовић је за Ајакс играо од 1966. па до 1971. године. Одиграо је 145 првенствених утакмица и постигао је 13 првенствених голова. Са Ајаксом је такође освојио три титуле шампиона Холандије у сезонама 1966/67, 1967/68 и 1969/70 и три Купа Холандије 1966/67, 1969/70 и 1970/71. Био је и капитен Ајакса, та част пре њега није указана ниједном иностраном играчу. Васовић је био први странац, капитен Ајакса. Ајакс је тих сезона био сензација у Европи са својим новим стилом игре. Тренер Михелс је увео такозвани тотални фудбал, где је сваки играч могао да игра било коју позицију, а то му је избор играча Ајаксовог тима и омогућио.
Одмах у првој сезони Васовић са Ајаксом осваја Куп и шампионску титулу Холандије, а те године двадесетогодишњи Јохан Кројф са 33 гола постаје голгетер шампионата.
У Ајаксу у коме је провео пет сезона, под диригентском палицом тренера Ринуса Михелса, Васовић је био капитен таквим играчима светске класе као што су били Кројф, Нескенс, Сурбијер, Стај, Хулсхоф, Мирен и Кајзер. Васовић је имао ту част да као капитен први подигне први Ајаксов освојени трофеј Купа шампиона, први од четири колико је Ајакс у својој историји до сада освојио.

## Финала Купа шампиона са Ајаксом
Финале се играло у Мадриду 28. маја 1969. године и противник Ајакса је био првак Италије, Милан из Милана. Играло се на стадиону „Сантијаго Бернабеу“ пред 50.000 гледалаца. Милан је повео са два нула и Ајакс је кренуо на све или ништа. Велибор Васовић постиже гол из пенала, смањује резултат на 2:1 и буди наде играча Ајакса. Али то све траје кратко и головима Сорманија и Пратија Милан повећава вођство на 4:1 и осваја титулу шампиона Европе.
| 28. мај 1969. Финале Купа шампиона    |             |                   | |
| Милан                                 | 4 : 1       | Ајакс             | Град: Мадрид Стадион Сантијаго Бернабеу Судија: Хосе Ортиз де Мендибил (Шпанија) Гледалаца: 50.000 |
| Проти 7’ 40’ 75’ · Анђело Сормани 67’ | (Репортажа) | Васовић 60’ (пен) | Град: Мадрид Стадион Сантијаго Бернабеу Судија: Хосе Ортиз де Мендибил (Шпанија) Гледалаца: 50.000 |

Финале се играло у Лондону 2. јуна 1971. године и противник Ајакса је био првак Грчке, Панатинаикос из Атине. Играло се на „Вемблију“ пред 90.000 гледалаца. Ајакс је био фаворит. Панатинаикос је у невероватној завршници у полуфиналу елиминисао Црвену звезду у две утакмице. Прву утакмицу је Звезда у Београду победила са 4:1 и очекивало се сигурно финале, међутим Панатинаикос, предвођен тренером Пушкашем, је у Атини победио са 3:0 и захваљујући голу у гостима се квалификовао у финале. Већ ово је био велики успех за грчки тим, тако да је Ајакс само завршио преостали део посла и омогућио Васовићу да подигне први Ајаксов трофеј победника Купа шампиона. Васовић први пут да није постигао погодак у финалу, али га је зато први пут освојио.
Ајакс је финалну утакмицу Купа шампиона играо у следећем саставу:
- (1) Стај (голман), (7) Нескенс, (3) Хулсхоф, (4) Велибор Васовић (капитен), (2) Сурбијер, (6) Рејндерс, (14) Кројф, (9) Мирен, (8) Сварт, (10) Ван Дајк, (11) Кајзер. У другом полувремену, као замене, су ушли (12) Бланкенбург и (15) Хан. Тренер је био Ринус Михелс.[10]

| 2. јун 1971. Финале Купа шампиона |             |              |                                                                     |
| Ајакс                             | 2 : 0       | Панатинаикос | Град: Лондон Вембли Судија: Џек Тејлор (Енглеска) Гледалаца: 90.000 |
| Ван Дајк 5’ · Хан 87’             | (Репортажа) |              | Град: Лондон Вембли Судија: Џек Тејлор (Енглеска) Гледалаца: 90.000 |

## Репрезентација
Васовић је за репрезентацију Југославије играо у периоду од 1961. па до 1966. године. За то време је одиграо 32 утакмице и постигао два гола и један аутогол.
Деби у репрезентацији Југославије, Васовић је имао на 18. јуна 1961. године на пријатељској утакмици у Београду против Марока. Крајњи резултат те утакмице је био 3:2 за Југославију.
Свој први гол за репрезентацију Васовић је постигао 4. новембра 1962. године, на квалификационој утакмици за Европско првенство, против Белгије одржаној у Београду. Крајњи резултат је био 3:2 за Југославију. Друга два гола је дао Јосип Скоблар. Свој други гол за репрезентацију Васовић је постигао 7. новембра 1965. на квалификационој утакмици за Светско првенство 1966. у Енглеској, против Норвешке. Крајњи резултат је био 1:1. Аутогол је постигао 27. септембра 1964. године на пријатељској утакмици против Аустрије у Бечу, када је репрезентација Југославије изгубила са 3:2.
Васовић са репрезентацијом није имао успеха колико на клупском плану. Није успео да учествује ни на једном од великих такмичења, Европском или Светском првенству. Једна од атрактивнијих утакмица на којој је играо је била утакмица коју је Југославија играла против репрезентације Европе. Утакмица је одиграна 23. септембра 1964. године у Београду на стадиону ЈНА пред 20.000 гледалаца. 
| 23. септембар 1964. Пријатељска утакмица |              |                                                                  |                                                                                |
| Југославија                              | 2 : 7        | Европа                                                           | Град: Београд Стадион ЈНА Судија: Годфрид Динст (Швајцарска) Гледалаца: 20.000 |
| Костић 31’ · Галић 62’                   | (Статистика) | Зелер 22’ 68’ · Еузебио 24’ (пен) 43’ 52’ 56’ · Жозе Аугусто 67’ | Град: Београд Стадион ЈНА Судија: Годфрид Динст (Швајцарска) Гледалаца: 20.000 |

| Репрезентација Југославије | Репрезентација Европе |

| Југославија:   |    |                  |  |     |
|                |    |                  |  |     |
| ГО             | 1  | Милутин Шошкић   |  | 46’ |
| ОД             | 2  | Рудолф Белин     |  |     |
| ОД             | 3  | Фахрудин Јусуфи  |  |     |
| ОД             | 4  | Војислав Мелић   |  |     |
| ОД             | 5  | Велибор Васовић  |  |     |
| СР             | 6  | Милан Чоп        |  |     |
| СР             | 7  | Спасоје Самарџић |  | 65’ |
| СР             | 8  | Славен Замбата   |  |     |
| НА             | 9  | Милан Галић      |  |     |
| НА             | 10 | Бора Костић      |  |     |
| НА             | 11 | Јосип Скоблар    |  |     |
| Замене:        |    |                  |  |     |
| ГО             | 12 | Златко Шкорић    |  | 46’ |
| СР             | 13 | Звездан Чебинац  |  | 65’ |
| Селектор:      |    |                  |  |     |
| Љубомир Ловрић |    |                  |  |     |

| Европа:    |    |                      |  |     |
|            |    |                      |  |     |
| ГО         | 1  | Лав Јашин            |  |     |
| ОД         | 2  | Јан Лала             |  |     |
| ОД         | 3  | Сватоплук Плушкал    |  |     |
| ОД         | 4  | Калман Месељ         |  |     |
| ОД         | 5  | Карл-Хајнц Шнелингер |  |     |
| СР         | 6  | Валериј Вороњин      |  |     |
| СР         | 7  | Јозеф Масопуст       |  |     |
| СР         | 8  | Жозе Аугусто         |  |     |
| НА         | 9  | Уве Зелер            |  |     |
| НА         | 10 | Еузебио              |  |     |
| НА         | 11 | Антонио Симеш        |  | 46’ |
| Замене:    |    |                      |  |     |
| НА         | 12 | Шандор               |  | 46’ |
| Селектор:  |    |                      |  |     |
| Хелмут Шен |    |                      |  |     |

## Тренерска каријера
По завршетку активне играчке каријере, 1971. године, Васовић прелази у тренере. Прво као тренер одлази у свој матични клуб Партизан и преузима га у децембру 1971. године, након оставке дотадашњег тренера Гојка Зеца. Са 32 године и два месеца, колико му је било тада, Васовић је постао најмлађи тренер у историји Партизана. На крају дебитантске сезоне са Партизаном заузима пету позицију првенства. Следеће сезоне, 1972/73, опет није успешан, Партизан завршава на четвртом месту. Васовић остаје у Партизану још пола сезоне 1973/74 и после преузима Пролетер из Зрењанина и француски Анже из Анжеа у периоду од 1975. до 1976. године. После у сезонама 1976/77 и 1978/79 преузима Париз Сен Жермен, али опет без неког већег успеха, египатски Замалек из Каира 1982—83, Етникос из Пиреја (1983), Црвену звезду (1986—1988), где у сезони 1986/87 заузима треће место и у сезони 1987/88 осваја титулу шампиона Југославије. Седањем на клупу Црвене звезде, Велибор Васовић је постао једини у историји који је и играо за оба „вечита ривала” и оба тренирао. Док је био шеф струке Звезде, ушао је у сукоб са неким играчима који су се побунили, јер их је терао да уче енглески језик. На крају преузима швајцарски клуб ФК Белинцону из Белинцоне (1989) води га једну годину и после тога завршава тренерску каријеру После године проведене у Швајцарској, Васовић се враћа у Београд и започиње своју правничку каријеру која му је у ствари и била основно занимање поред фудбала.

## Приватни живот
Васовић је био оштар критичар рада Фудбалског савеза Југославије (ФСЈ), а од 1997. је био на челу Удружења за развој и просперитет југословенског фудбала и као такав, пет дана након промена петог октобра 2000, покушао да преузме ФСЈ.
Преминуо је 4. марта 2002. године у Београду у 63. години од последица срчаног удара задобијеног током шетње, испред Народног позоришта. Сахрањен је у Алеји заслужних грађана на Новом гробљу у Београду.
Женио се два пута и имао два сина из првог брака са Мирјаном Прерадовић, Владимира и Александра. Био је полиглота, осим матерњег српског, говорио је још енглески, француски, руски и холандски језик.

## Признања
Васовић је и поред релативно кратке каријере освојио толико титула да ретко који фудбалер може са тиме да се похвали. Са сваким од тимова за које је играо је освајао титуле шампионата државе.
Са Партизаном је освојио четири шампионске титуле Југославије:
- 1960/61
- 1961/62
- 1962/63
- 1964/65

Финале Купа шампиона:
- 1965/66 Партизан изгубио од Реал Мадрида са 2:1 (Једини гол за Партизан је дао Велибор Васовић[17])

Са Црвеном звездом је освојио једну шампионску титулу Југославије:
- 1963/64

Са Ајаксом је освојио три шампионске титуле Холандије: 
- 1966/67
- 1967/68
- 1969/70

Три купа Холандије:
- 1966/67
- 1969/70
- 1970/71

Такође је са Ајаксом играо у финалу холандског купа у сезони 1967/68, где су изгубили од Ден Хага са 2:1.
Два финала Купа шампиона и једна титула:
- 1968/69 Ајакс изгубио са 4:1 (Једини гол за Ајакс је дао Велибор Васовић[19])
- 1970/71  Победили Панатинаикос са 2:0[20]

## Играчка статистика у ФК Партизан
Статистика Велибора Васовића са Партизановог званичног клупског сајта
| Такмичење               | Број утакмица | Број голова |
| ----------------------- | ------------- | ----------- |
| Првенствене             | 162           | 22          |
| Интернационалне         | 43            | 7           |
| Пријатељске             | 125           | 36          |
| Куп Југославије         | 12            | 1           |
| Куп европских шампиона  | 15            | 3           |
| Средњоевропски Куп      | 8             | 4           |
| Куп Ослобођења Београда | 2             | 1           |
| Укупно                  | 367           | 74          |

## Рекли су о Велибору Васовићу
- Ринус Михелс: „Васовић је био прва велика куповина Ајакса. Сећам га се као поштеног човека који је одиграо кључну улогу у нашем развоју, пре свега на европској сцени. Ако бих морао да га опишем у једној речи рекао бих само — карактер.”
- Јохан Кројф: „Био ми је велики пријатељ, од њега сам толико научио. Кад је дошао код нас 1966. донео нам је висок ниво професионализма. Нисам знао да такав играч и такав човек негде постоји. Играли смо ми лепо и пре његовог доласка, али с њим смо добили оно што нам је недостајало — сигурност... Понекад сам имао проблема у дефанзиви, а онда он дође и само каже: "Јохане, не брини, остави га мени." У том смислу ми је био као старији брат.”
- Марко Пантелић: „Гледао сам прву утакмицу Ајакса после Васовићеве смрти. То је био најтиши минут ћутања који сам игде видео — цео стадион, од играча до навијача, погнуо је главу и гледао доле. Васовић је имао ненормалан респект у Холандији. Ако причамо о Велибору Васовићу, капитену шампионске генерације Ајакса из седамдесетих, могу да вам кажем да у очима народа можда није на истом нивоу са Јоханом Кројфом, али је, рецимо, милиметар испод. Ето, толико је цењено његово име тамо. То се овде људима не може објаснити.”
- Бранко Рашовић: „Он је најбољи одбрамбени фудбалер кога сам видео у животу, а играо сам 15 година у лиги ондашње Југославије и пет година у Немачкој.”
- Роберт Просинечки: „Васовић је кључни човек моје каријере!”[22][23]